# Stegopoma giganteum
Stegopoma giganteum is een hydroïdpoliep uit de familie Tiarannidae. De poliep komt uit het geslacht Stegopoma. Stegopoma giganteum werd in 1992 voor het eerst wetenschappelijk beschreven door Ramil & Vervoort. 